# Parafia św. Jana Chrzciciela w Pawłowie (diecezja radomska)
Parafia Świętego Jana Chrzciciela w Pawłowie – jedna z 12 parafii dekanatu Starachowice-Południe diecezji radomskiej.

## Historia
- Właścicielem Pawłowa w XV w. był Jan Skrzątka Pawłowski herbu Godzamba, a od 1471 klasztor benedyktynów na Świętym Krzyżu. Pierwotny drewniany kościół wspominany był w 1326 i w tym czasie powstała też parafia. Kolejna świątynia prawdopodobnie spłonęła w 1836. Wybudowano więc kaplicę tymczasową, która istniała do 1871. Obecny kościół na miejscu drewnianego, według planów arch. Lucjana Mierzejewskiego zbudowano w latach 1867 - 1871 staraniem ks. Lucjana Strachowskiego. Poświęcenia kościoła dokonał 18 listopada 1871 ks. Grunfeld, a konsekracji w 1886 bp. Antoni Ksawery Sotkiewicz. Na początku XX w. dzięki ofiarności Leona Bielskiego dziedzica Rzepina, dobudowano wieżę. Kościół poddano restauracji w 1986. Jest budowlą neogotycką, jednonawową, wybudowaną z kamienia i cegły.

## Terytorium
- Do parafii należą: Bukówka, Dąbrowa, Nowy Jawor, Pawłów, Pokrzywnica, Warszówek, Zbrza[1].

## Proboszczowie
- 1928 - 1963 - ks. Franciszek Zbroja
- 1963 - 1971 - ks. Władysław Sadza
- 1971 - 1978 - ks. Jan Pietruszka
- 1978 - 1993 - ks. kan. Jan Gogacz
- 1993 - 1995 - ks. kan. Piotr Skwirowski
- 1995 - 1999 - ks. Bogdan Nogaj
- 1999 - 2010 - ks. kan. Edward Rdzanek
- 2010 - nadal - ks. Jan Seta